# Mausolée de Glanum
Le  mausolée  de Glanum est généralement considéré comme un cénotaphe élevé à la mémoire d'un homme de la famille des Julii qui aurait bénéficié de la citoyenneté et de son nom par Jules César pour son service dans l'armée romaine, à la suite de la conquête de la Gaule. Henri Rolland suggère qu'il s'agit plutôt d'un mausolée dédié à la mémoire de Caïus et Lucius César, petits-fils de l'empereur Auguste. Monument gallo-romain érigé entre -30 et -20 av J.-C. Situé au sud de Saint-Rémy-de-Provence, en France, après le pomerium de la ville, à quelques centaines de mètres au nord des fouilles archéologiques de Glanum, son état de conservation exceptionnel (sans doute le mieux conservé au monde[réf. nécessaire]) nous permet d'admirer sa structure complexe et sa riche décoration.
Le mausolée de Glanum a été classé au titre des monuments historiques par la liste de 1840,.
Avec l'Arc de Saint-Rémy-de-Provence, voisin de quelques mètres, il forme ce que l'on appelle traditionnellement les « Antiques de Saint-Rémy-de-Provence ».
On peut y lire l'inscription :

« SEX(tus) M(arcus) L(ucius) IVLIEI C(aii) •F(ilii) PARENTIBVS SVEIS
Sextus, Marcus et Lucius , fils de Caius Julius, pour leurs parents »

Leur nomen Julius indique que les défunts sont des Gaulois dont un ancêtre a acquis la citoyenneté romaine en servant dans l’armée romaine, probablement sous Jules César ou éventuellement sous Auguste. Selon l’usage, cet ancêtre a pris le nom de famille de celui qui lui a accordé la citoyenneté, -Julius dans ce cas.
La forme en tour du monument est classique, elle se retrouve sur des monuments funéraires en Italie et en Afrique. En revanche, sa structure en trois étages sur 16 m de haut est plus rare :
- en bas, massif cubique décoré comme un sarcophage,
- en intermédiaire, quatre arcades en carré formant un tétrapyle,
- au sommet, petit temple rond à colonnes.

## Partie basse
La partie basse ne renferme pas de chambre funéraire, le monument est donc un cénotaphe et non un mausolée. Les faces de la base carrée sont sculptées de scènes historiques et mythiques :
- sud : scène inspirée par la guerre mythique entre les Grecs et les Amazones, on y voit un guerrier prendre des trophées d'un adversaire mort,
- nord : la légende de la chasse du sanglier de Calydon, menée par Méléagre, avec Castor et Pollux représentés en cavaliers,
- ouest : une scène de bataille de la guerre de Troie et le combat pour récupérer le corps de Patrocle,
- est : une bataille sans référence mythologique claire, avec un cavalier en mauvaise posture au sein d’une mêlée, protégé par le bouclier du personnage central. On remarque à gauche de la scène un groupe de personnages sans rapport apparent avec la bataille : ils sont en habits civils, un jeune garçon lit un document. On interprète ce groupe comme la famille du défunt, recevant son attestation de citoyenneté romaine. Dans cette interprétation, la bataille illustrerait une action d’éclat du défunt, au centre du bas-relief, combattant dans l’armée romaine et gagnant la citoyenneté romaine en récompense de cet exploit.

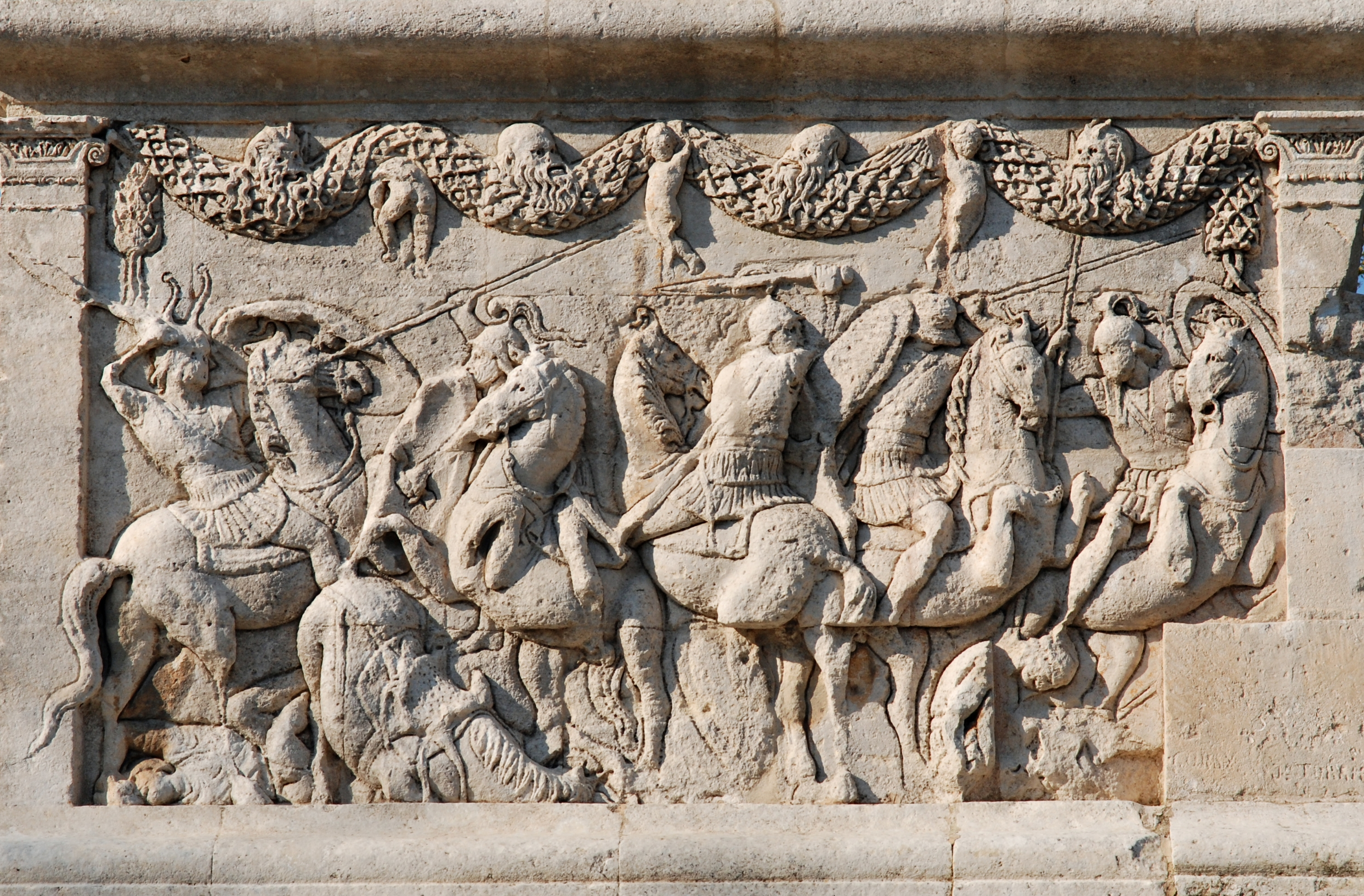
scène avec cavaliers
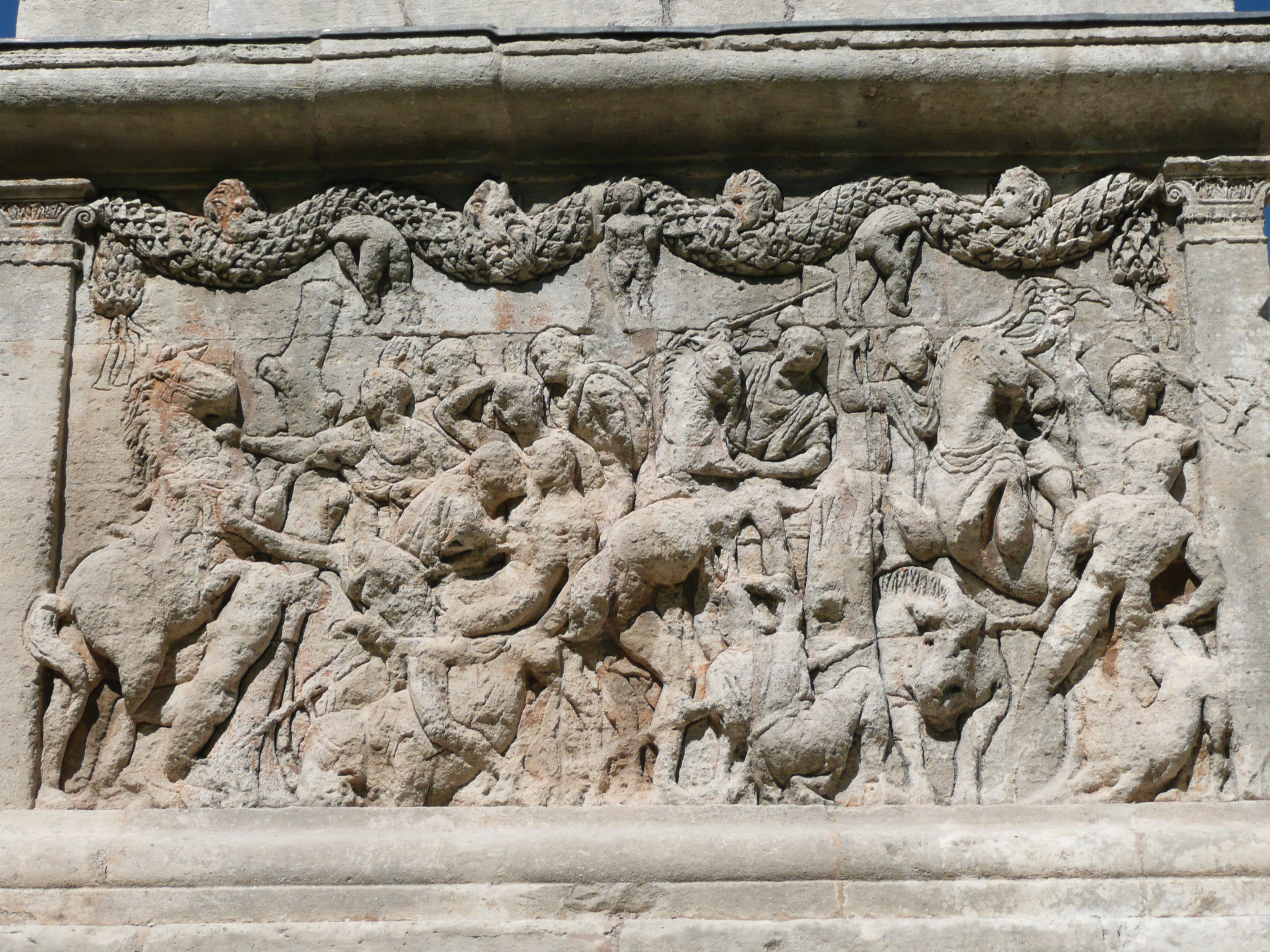
scène au sanglier
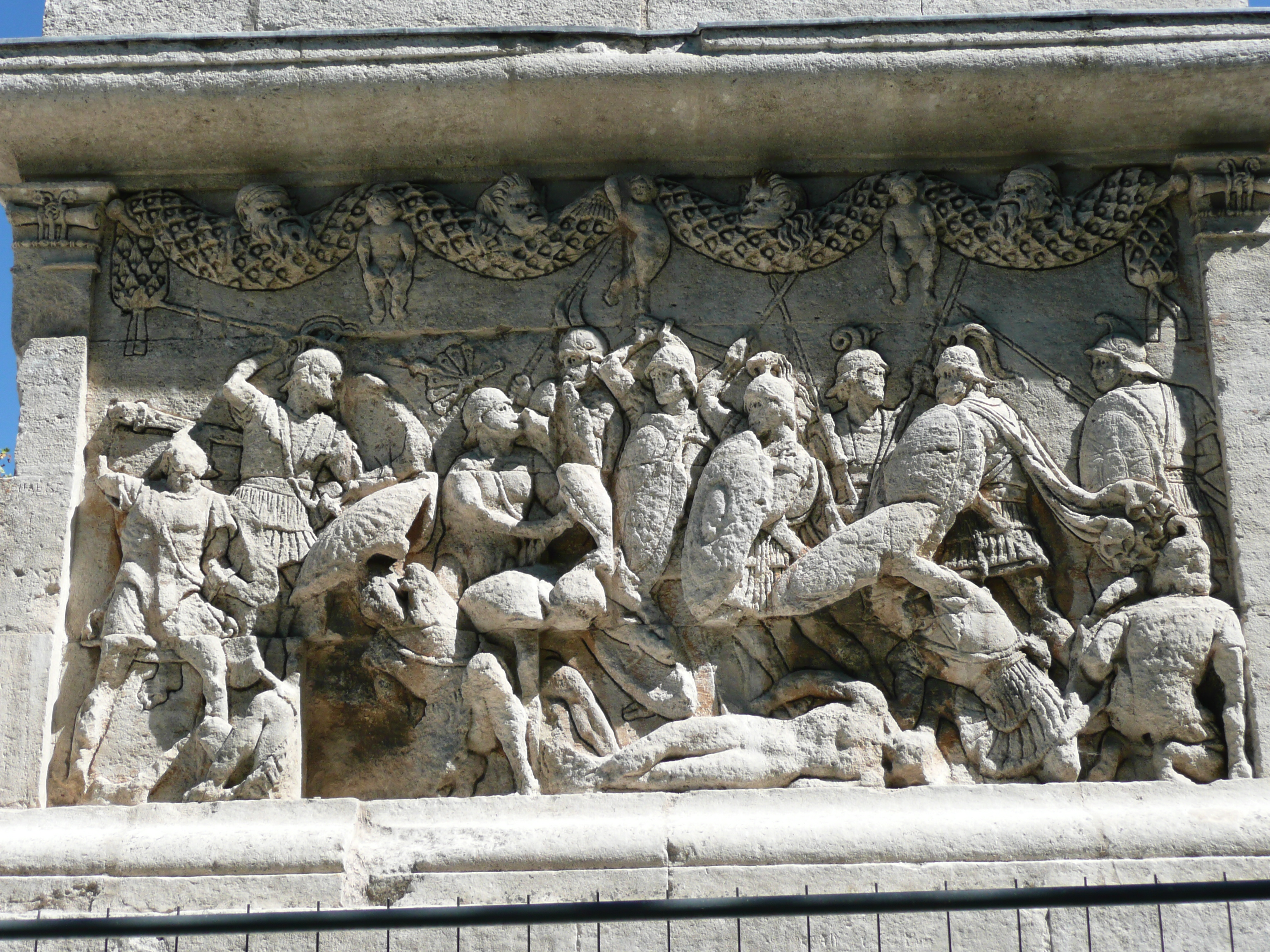
scène avec fantassins
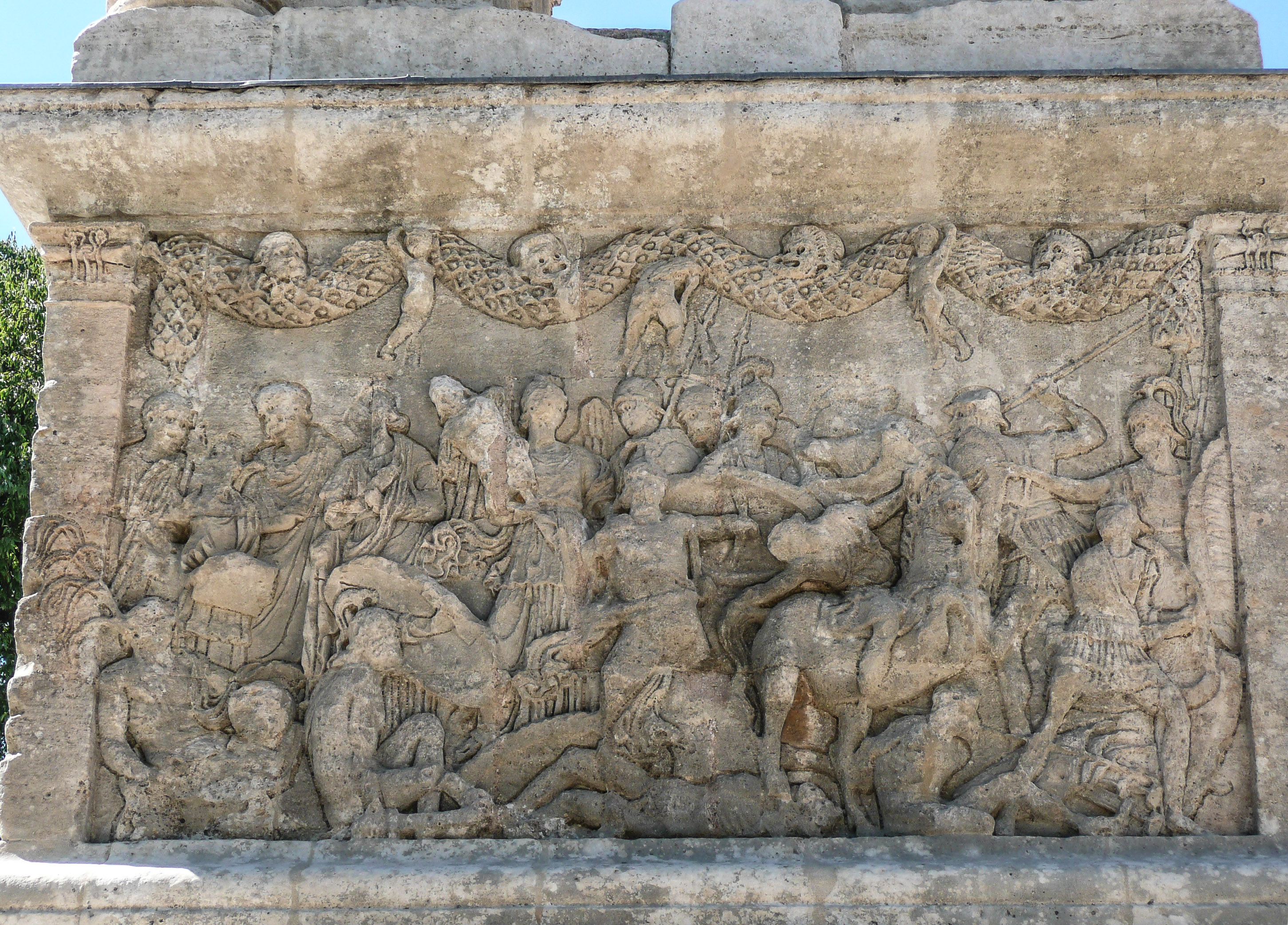
scène aux personnages à toge

## Partie intermédiaire

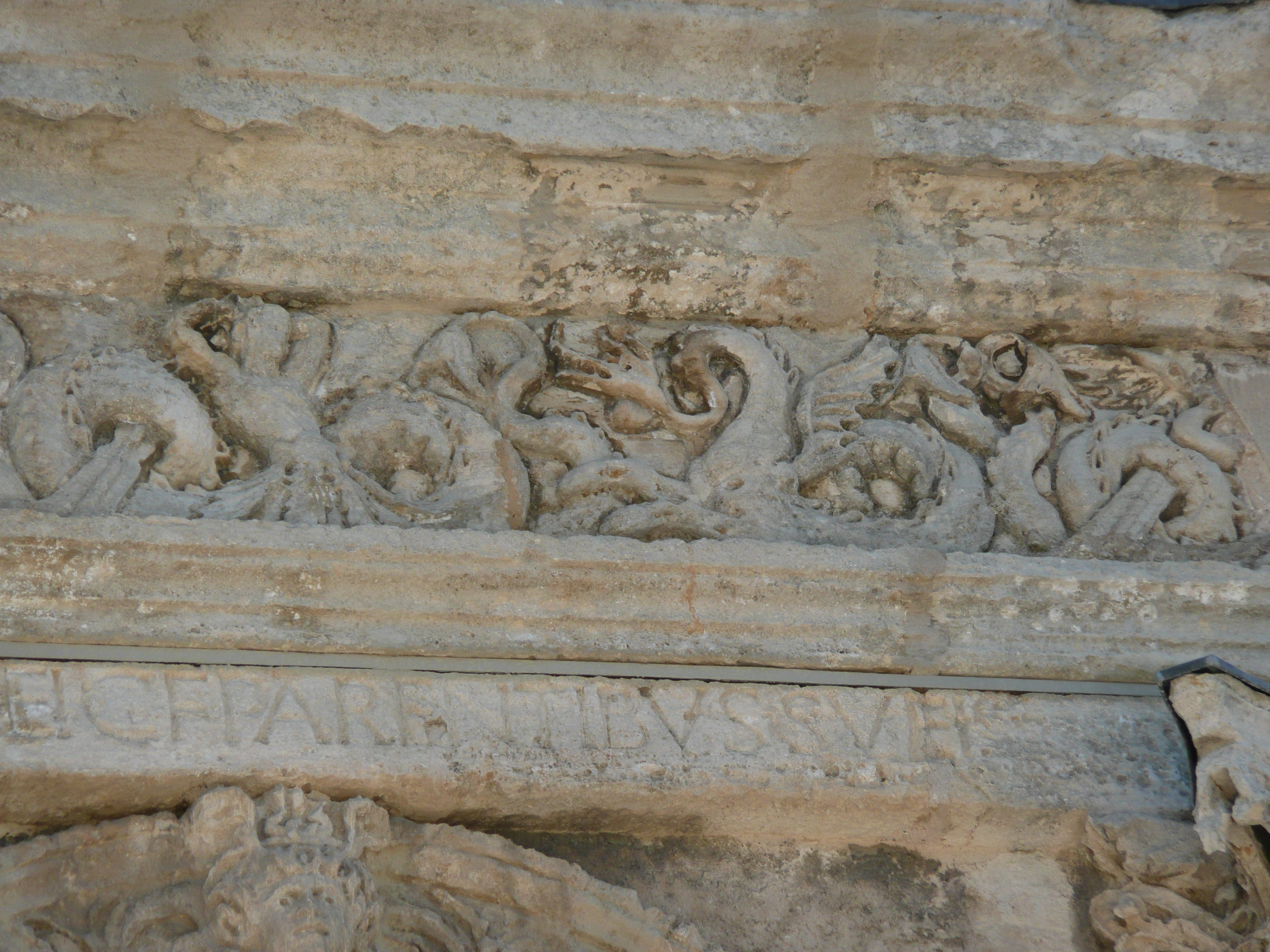
Inscription entre la frise et la clé de voûte, face à l'arc de triomphe

Quatre piliers disposés en carré supportent des arcades, et forment ainsi un tétrapyle (arc à quatre ouvertures). Le sommet de cette structure est décoré d’une frise de créatures marines entourant un disque solaire central, sur chaque face Est, Sud et Ouest, la face Nord étant dépourvue de disque solaire.
Cette partie intermédiaire fait la transition avec le monde terrestre qu’elle quitte après la fureur des batailles, et se termine par sa frise haute en frontière du monde des vivants, bordé par l’océan (symbolisés par les créatures marines) sur ses quatre points cardinaux.

## Partie supérieure

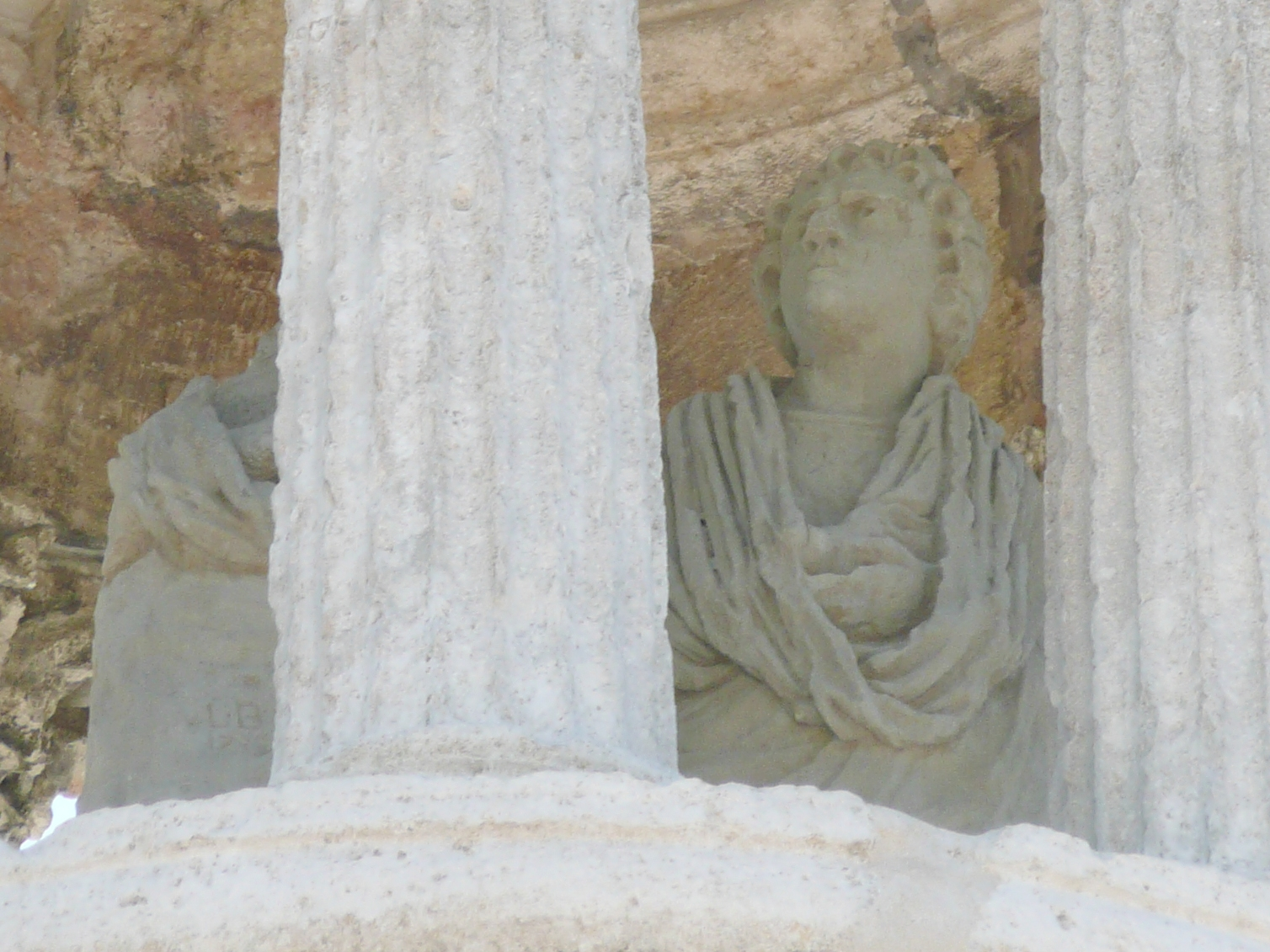
Statues d'hommes en toge dans la tholos du mausolée de Glanum

Un petit temple rond à colonnes dit tholos couronne le monument. Cette partie supérieure se rattache au monde céleste, par la forme symbolique ronde de la tholos. Elle abrite les statues du défunt et probablement de son fils. Ils sont appelés les togati, debout et dignes, revêtus de la toge, emblème de la citoyenneté romaine qu'ils ont obtenue grâce à l’exploit illustré sur les bas-reliefs du premier niveau.